# Camillo De Piaz
Camillo De Piaz (Tirano, 24 febbraio 1918 – Sondrio, 31 gennaio 2010) è stato un antifascista, saggista e traduttore italiano, membro dell'Ordine dei Servi di Maria.

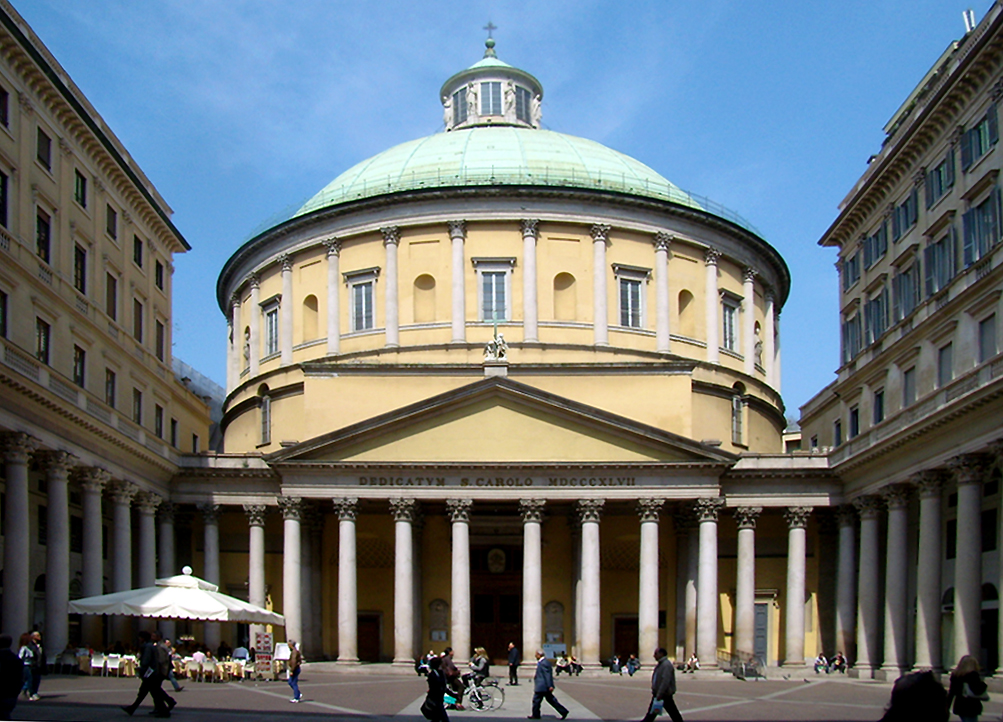
La chiesa di San Carlo al Corso (Milano), dove padre Camillo De Piaz operò nel periodo 1941-1957.

Il suo nome è strettamente legato a quello di padre David Maria Turoldo, con il quale condivise studi, esperienze e ideali.

## Biografia
Divenuto frate dei Servi di Maria nel 1934, nel 1941 fu ordinato sacerdote e inviato, assieme a padre Turoldo, al convento milanese di San Carlo al Corso. Qui si iscrisse alla Facoltà di Lettere moderne dell'Università Cattolica del Sacro Cuore e, per tutta la durata della guerra, fu un sicuro punto di riferimento per l'opposizione cattolica al nazifascismo: schierati con la Resistenza, i due giovani sacerdoti collaborarono con il CLN Alta Italia, pubblicarono il foglio clandestino L'uomo e, con Eugenio Curiel ed il futuro regista Gillo Pontecorvo, insieme a Giorgio Sebregondi ed Ernesto Baroni, fecero nascere proprio nel convento di San Carlo quel Fronte della gioventù per l'indipendenza nazionale e per la libertà che riunì giovani comunisti e cattolici nella lotta antifascista.
Sempre insieme, nel dopoguerra Turoldo e De Piaz raccolsero il consenso della borghesia milanese attorno ad iniziative coraggiose, anche se controverse, come Nomadelfia di don Zeno Saltini.

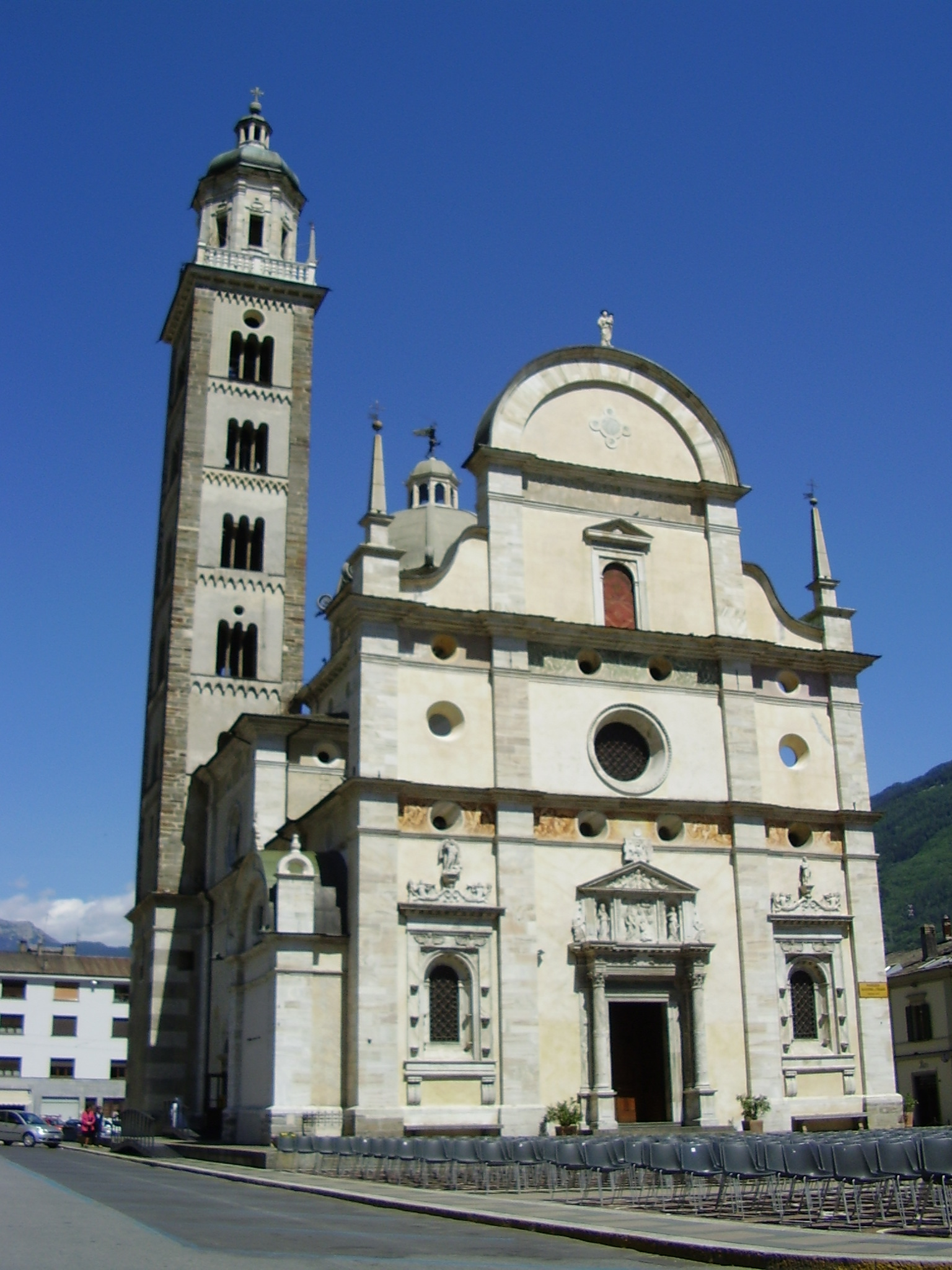
La facciata rinascimentale del santuario della Madonna di Tirano, dove padre Camillo De Piaz operò per molti anni e dove vennero celebrati i suoi funerali il 2 febbraio 2010.

Tali attività, seppur frenate dalla curia ambrosiana, continuarono anche successivamente indirizzandosi principalmente sulle iniziative culturali promosse dalla "Corsia dei Servi", associazione caratterizzata dall'apertura al dialogo con realtà anche lontane dal mondo cattolico od espressione degli ambienti più "aperti" della diocesi milanese o di quelle circonvicine, come ad esempio don Primo Mazzolari. In quell'ambito padre De Piaz curò (per conto di importanti editori come Mondadori o Il Saggiatore) numerosi testi a quell'epoca giudicati "scomodi", fra cui le traduzioni di Agonia della Chiesa?, lettera pastorale per la Quaresima del 1947 dell'arcivescovo di Parigi cardinale Emmanuel Célestin Suhard, e di Il Cristo dilacerato. Crisi e concili nella chiesa del filosofo cattolico Jean Guitton.
Mutati i tempi anche per la chiesa, l'attività di padre De Piaz non fu più considerata "sospetta", ma piuttosto come fortemente anticipatrice dello spirito conciliare, tanto che, su richiesta dello stesso papa Paolo VI, si occupò della traduzione dell'enciclica Populorum progressio del 1967 e, sempre in quell'anno, curò per la Morcelliana di Brescia la traduzione di Unanimità nel pluralismo di frère Roger. Del 1972 è invece la traduzione di un testo "leggero" come Dalle piante bellezza e salute di Jeanne Audy e Jean Fondin.
Negli anni successivi, tuttavia, non mancarono nuovi motivi di contrasto con la gerarchia ecclesiastica, al punto che nel 1975, a Milano, la Corsia dei Servi fu allontanata dalla chiesa di San Carlo (continuando però come istituzione privata) mentre a Tirano i serviti, e in particolare padre De Piaz impegnato nel recupero dei tossicodipendenti, furono costretti a lasciare il santuario della Madonna, da loro gestito fin dal 1925. Solo nel 1988 padre De Piaz fu reintegrato in tutte le sue funzioni sacerdotali.
Come intenditore di letteratura fece parte delle giurie del Premio Gallarate e del Premio di poesia intitolato a Clemente Rebora. Nel corso del suo ministero sacerdotale fu addetto al santuario della Madonna di Tirano, da cui esercitò un potente richiamo anche sul vicino cantone dei Grigioni, in particolare per le valli italofone. Angustiato da gravi problemi di salute, dal 1994 fu costretto a ridurre gli impegni culturali e sociali che ne avevano caratterizzato l'attività, il che favorì il suo rientro a Tirano nel 2004, presso il Santuario della Madonna di Tirano.

## Opere pubblicate
- 1966 - Ricordo di papa Giovanni (con Ernesto Balducci e premessa di David Maria Turoldo), Sotto il Monte, Centro di studi ecumenici.
- 1987 - Linea retica. Segni e linguaggi (con Ivan Fassin e Piergiorgio Evangelisti, catalogo dell'omonima mostra itinerante), Villa di Tirano, Poletti. 2ª ed. 1988.
- 1991 - Carte incise segni nella storia. Rassegna di grafica e poesia (con altri), Tirano, Museo etnografico tiranese.
- 1995 - Il crocevia, la memoria. Articoli dalla provincia, anni '80-'90, Sondrio, L'officina del libro. Raccolta di testi già pubblicati in Società valtellinese (1981-1985) e La scariza (1989-1994).
- 2000 - Ma io vi dico. Commenti alle letture bibliche delle festività. Anno C, Sotto Il Monte, Servitium. ISBN 88-8166-138-1.
- 2001 - Un'altra sete. Commenti alle letture bibliche delle festività. Anno A, Gorle, Servitium. ISBN 88-8166-166-7.
- 2001 - L'evento Turoldo, Gorle, Servitium. ISBN 88-8166-171-3.
- 2002 - Fu detto agli antichi. Commenti alle letture bibliche delle festività. Anno B, Gorle, Servitium. ISBN 88-8166-194-2.
- 2002 - "Ricordo di padre David", in David Maria Turoldo, Preghiera come lotta, Milano, Garzanti.
- 2008 - Linea retica. Scritti d'arte 1960-2007 (a cura di Laura Novati), Tirano, Museo etnografico tiranese. ISBN 978-88-87523-19-5.